# Nor Hatschn
Nor Hatschn (armenisch Նոր Հաճն) ist eine Stadt in der Provinz Kotajk im Zentrum Armeniens. Sie wurde im Jahr 1953 gegründet und befindet sich auf der rechten Seite des Flusses Hrasdan.

## Geschichte
Die zunächst kleine Siedlung wurde in sowjetischer Zeit in der Nähe des Dorfes Arzni im Jahr 1953 gegründet, um den Arbeitern von neuen Wasserkraftwerken in der Nähe als Behausung zu dienen. Dies betraf v. a. das Wasserkraftwerk von Arzni, das 1956 den Betrieb aufnahm. Zunächst war die Siedlung als „Silowoj“ bekannt, dem russischen Namen für das Kraftwerk. Es kam in der Folge zur Ansiedlung einer Steinverarbeitungsfabrik (1958), sowie weiterer industrieller Anlagen, woraufhin die Siedlung zu einer Kleinstadt ausgebaut wurde. In den 1960er Jahren erhielt die Stadt den heutigen Namen Nor Hatschn (deutsch: Neu-Haçin), benannt nach der ehemals maßgeblich armenisch besiedelten, in Kilikien gelegenen Stadt Haçin, die heute Saimbeyli heißt.
Zwischen 1988 und 1990 wurden 374 armenische Flüchtlinge aus Aserbaidschan in der Stadt angesiedelt. Mit dem Zusammenbruch der sowjetischen Planwirtschaft und nach der Unabhängigkeit Armeniens im Jahr 1991 mussten die meisten Industrieanlagen der Stadt schließen. Seit den 1990er und 2000er Jahren wurden im Ort allerdings auch neue Diamantverarbeitungsfabriken eröffnet.

## Verkehr
Die Stadt ist an das Schienennetz angebunden. Eine kleine Bahnstation befindet sich südlich des Ortes. Westlich befindet sich das Flugfeld Arzni mit einer militärischen Pilotenakademie.

## Galerie

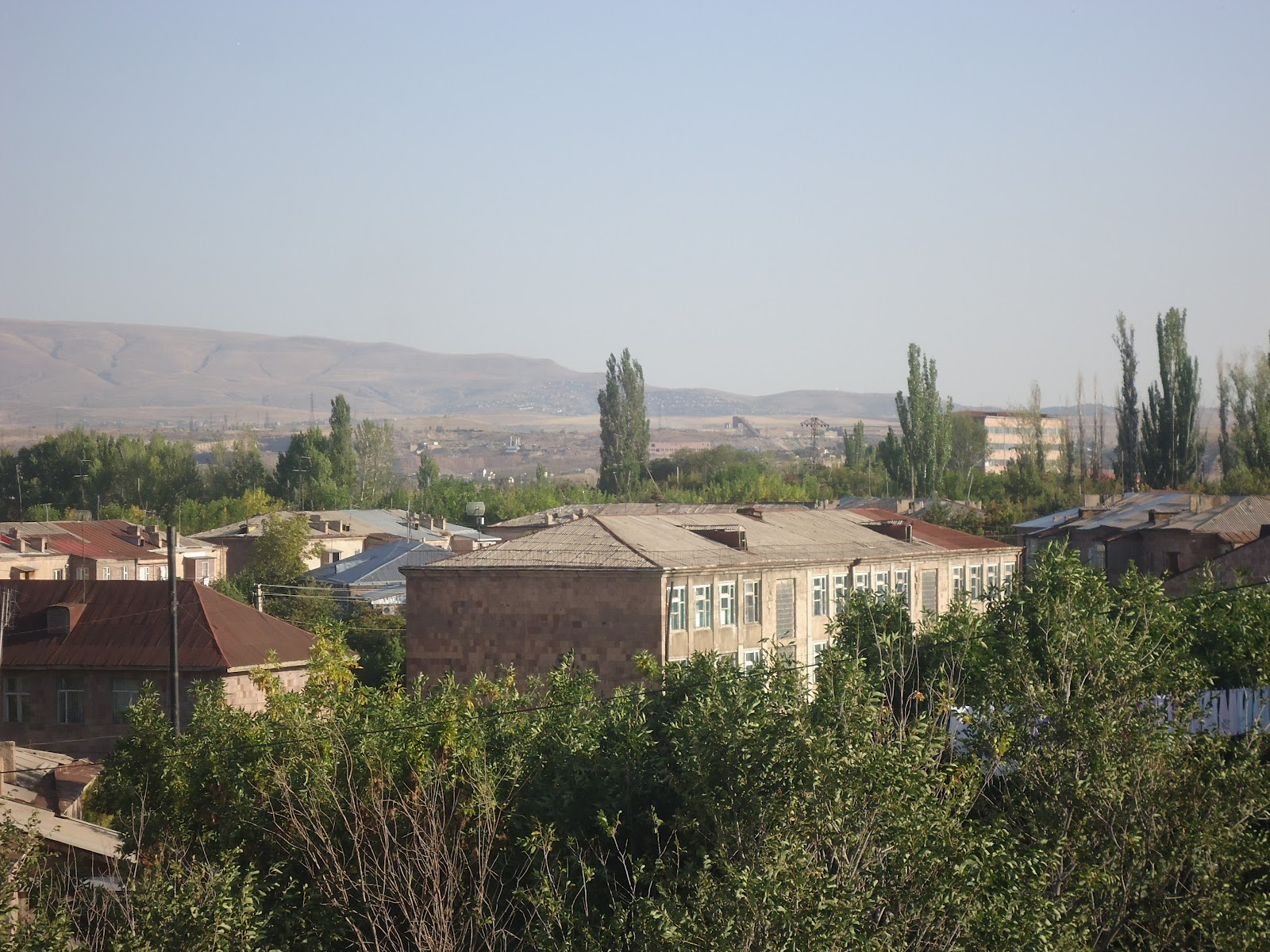
Blick über die Stadt, 2006
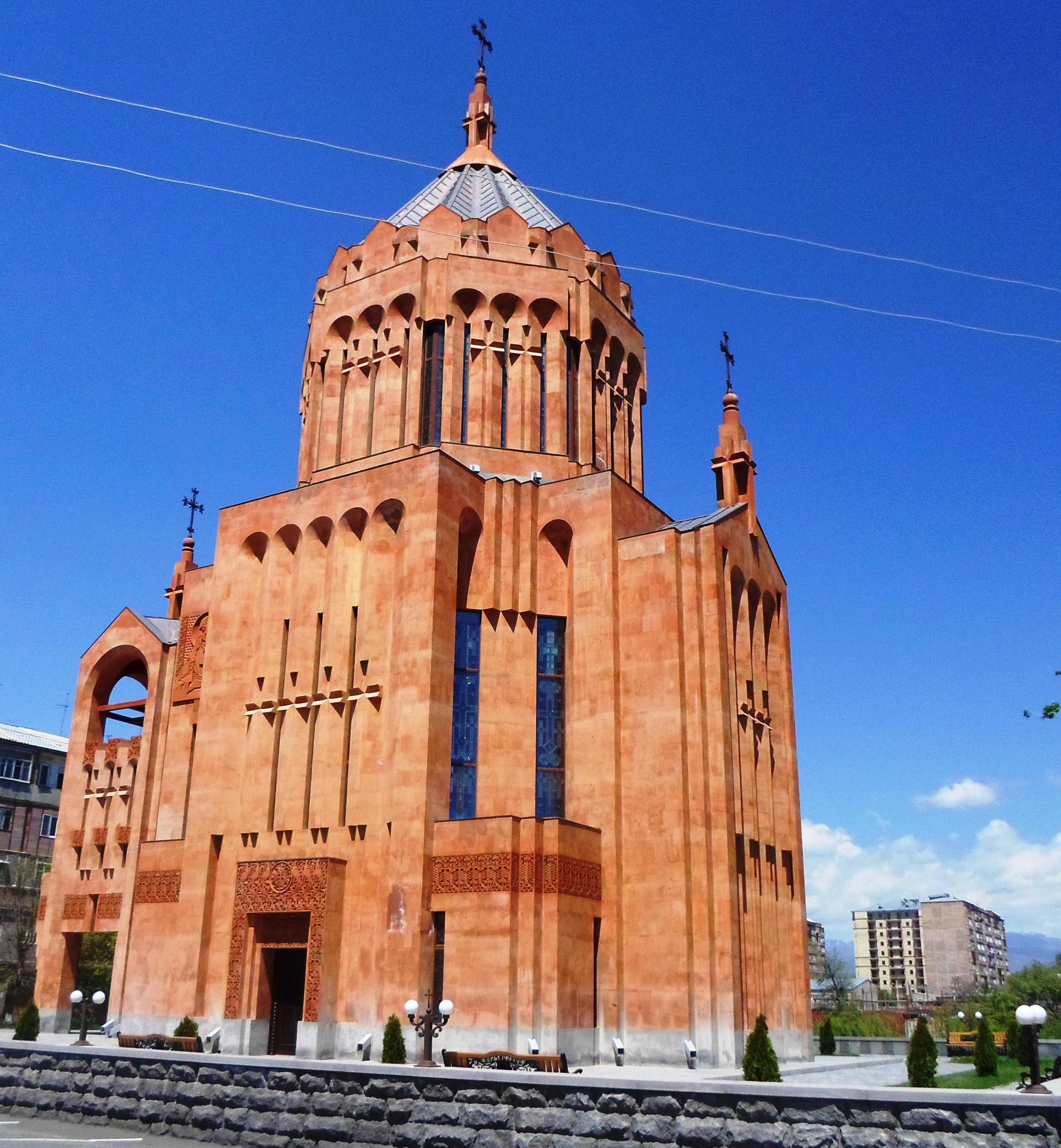
Kirche, 2015
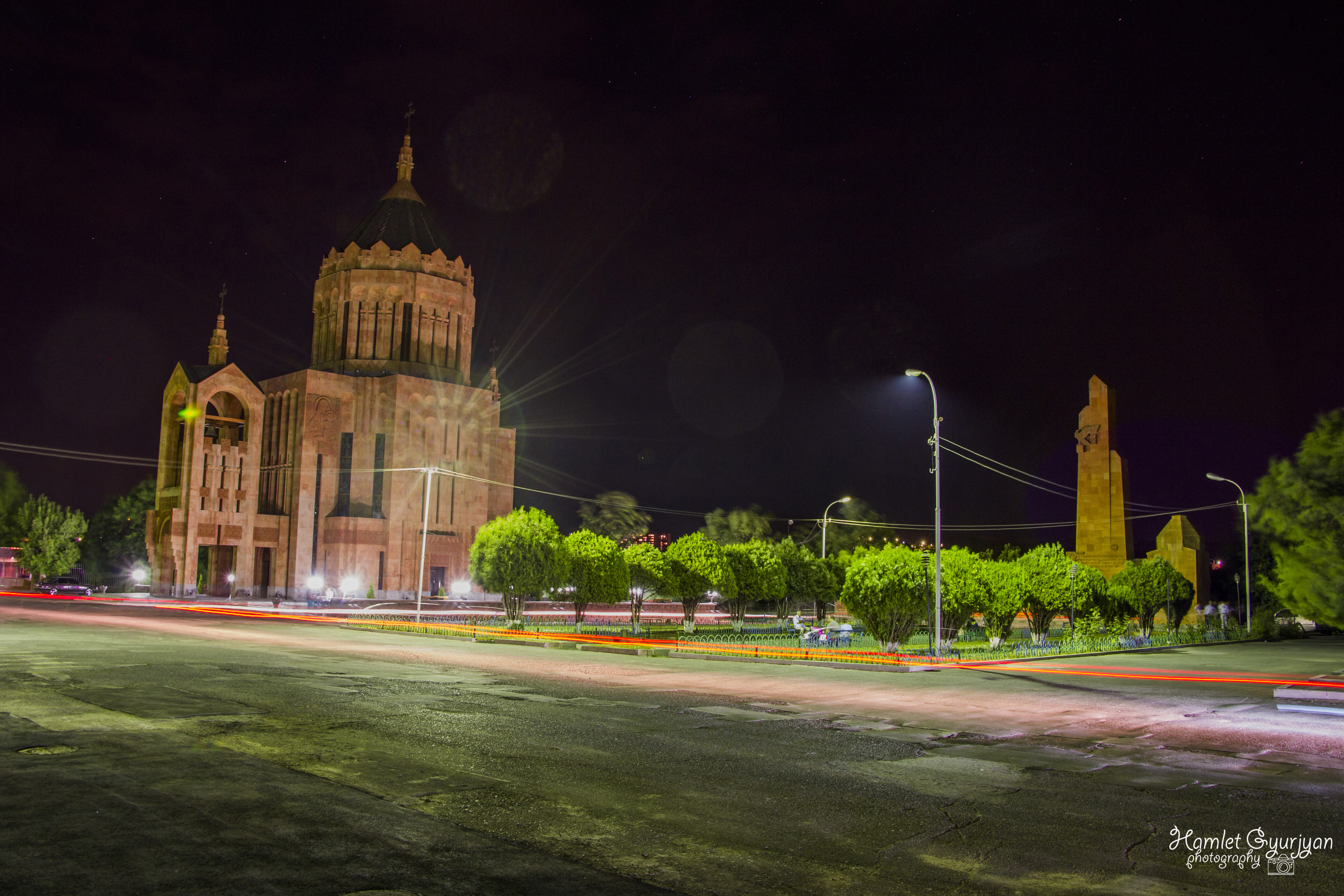
Umgebung der Kirche bei Nacht, 2015
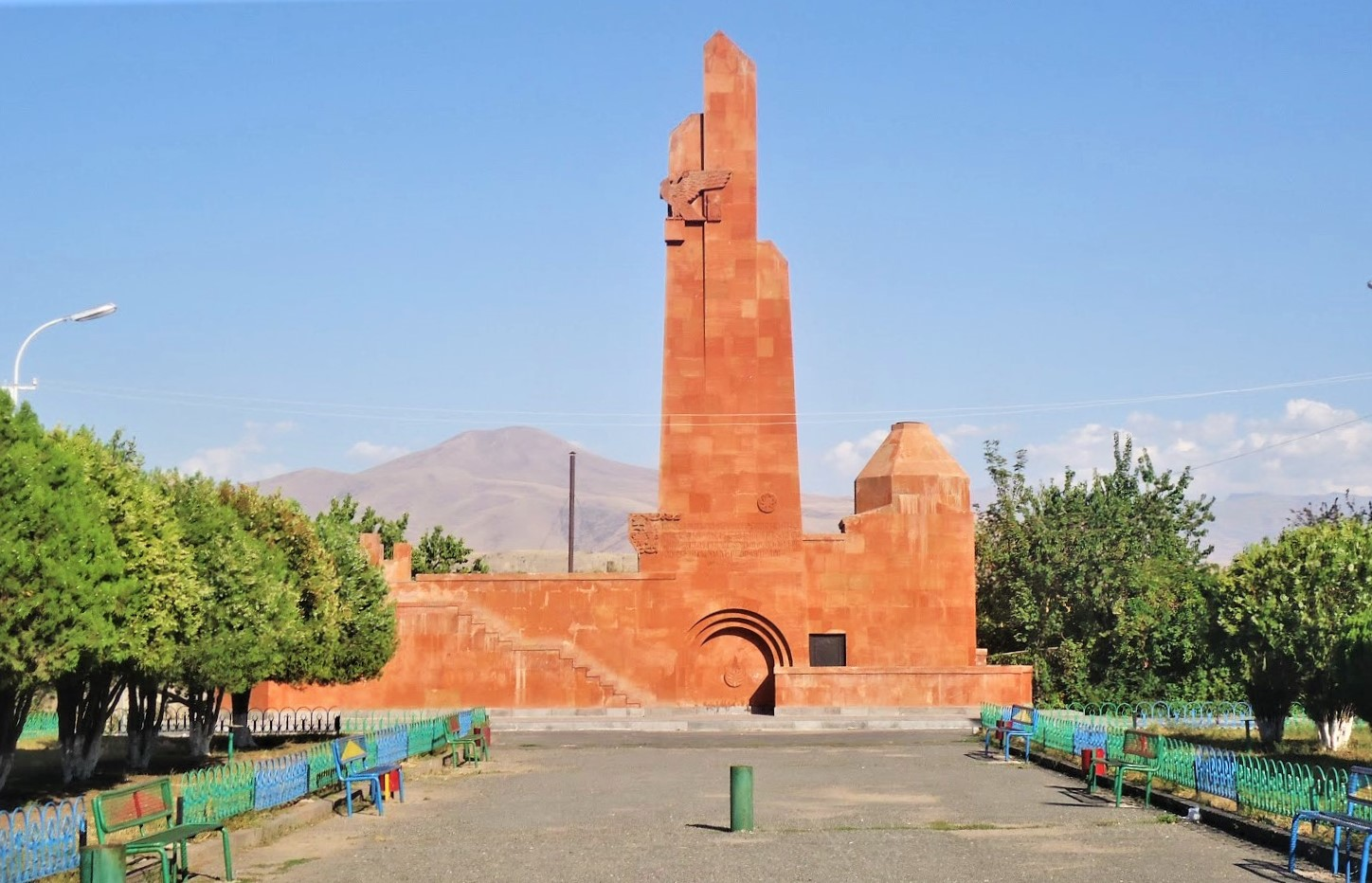
Völkermord-Mahnmal, 2013